# 夏濟安
夏濟安（1916年—1965年2月23日），原名夏澍元，江蘇吳縣（今苏州市）人，文艺评论家，其胞弟為文學教授夏志清。

## 生平
少年时期先后在苏州中学、江湾立达学园（即现在的上海市松江二中）、上海中学求学。上海光華大學英文系畢業，曾任教西南联大、北京大學外語系和香港新亞書院。1950年來台後任教於台灣大學外文系，為早期小說作家白先勇、歐陽子、王文興、陳若曦、葉維廉等人的啟蒙老師。
1956年與吳魯芹、劉守宜等創辦《文學雜誌》並兼任主編，在雜誌上主張「樸素的、清醒的、理智的」文學，與其弟夏志清對當代文學的貢獻十分深遠。1959年赴美，在西雅圖華盛頓大學、加州柏克萊大學作研究，主要工作是研究中国共产党党史。1965年2月23日因腦溢血病逝美國奧克蘭。
1975年夏志清曾出版其遺著《夏濟安日記》，载录的是夏先生在1945年1月到9月全部的日记。夏济安的中文著作还有《夏济安选集》、《现代英文选评注》等；英文著作有《Gate of Darkness》，这是一本1949年以前左派文人的评论集。

## 评价
- 吴鲁芹言：

“济安之‘趣’与一般耍贫嘴说俏皮话就自以为是风趣，别人也以其人有风趣视之，实在是大异其趣的。他首先口齿就不伶俐，要想在说俏皮话或者刻薄话上争胜，本钱就不够，而且也不屑为之的。我们不是学究冬烘，但有时也忧虑人心不古，世风日下，把尖刻冷傲之语，看作是幽默与风趣，曾经是我们引以为忧的世风。济安之 ‘趣’，是从他为人之‘真’产生的。大约当今之世，真面目，真性情，愈来愈少了。不带几分假，就很够有趣，何况他妙语如珠之外，在动作上和办事务的风格上，又常会奇峰突起，出人意料？”
- 金庸在《天龙八部》后记中言:

“陈先生（指陈世骧）告诉我，夏济安先生也喜欢我的武侠小说。有一次他在书铺中见到一张圣诞卡，上面绘着四个人，夏先生觉得神情相貌很像《天龙八部》中所写的 ‘四大恶人’，就买了下来，写上我的名字，写了几句赞赏的话，想寄给我。但是我们从未见过面，他托陈先生转寄。陈先生随手放在杂物之中，后来就找不到了。夏济安先生曾在文章中几次提到我的武侠小说，颇有溢美之辞。我和他的缘分更浅，始终没能见到他一面，连这张圣诞卡片也没收到。我阅读《夏济安日记》等作品的时候，常常惋惜，这样一位至性至情的才士，终究是缘悭一面。”
- 白先勇在《驀然回首》言：

“那一刻，我的心在跳，好像在等待法官判刑似的。如果夏先生当时宣判我的文章‘死刑’，恐怕我的写作生涯要多许多波折，因为那时我对夏先生十分敬仰，而且自己又毫无信心，他的话，对于一个初学写作的人，一褒一贬，天壤之别。夏先生却抬起头对我笑道：‘你的文字很老辣，这篇小说，我们要用，登到《文学杂志》上去。’那便是《金大奶奶》，我第一篇正式发表的小说。”
- 刘绍铭言：

“他的去世标记我生命上的一个转捩点；我这样敬爱他，我至少得试写一部小说奉献在他的灵前。他知道我写成了一部像样的小说，一定比知道我被聘哈佛大学当教授更为高兴。”